# NGC 4263
NGC 4263 est une galaxie spirale intermédiaire située dans la constellation du Corbeau. NGC 4263 a été découverte par l'astronome germano-britannique William Herschel en 1786. Cette galaxie a aussi été observée par l'astronome américain Lewis Swift le 6 mai 1886 et elle a été inscrite au catalogue NGC sous la désignation NGC 4265.

## Caractéristiques
La classe de luminosité de NGC 4263 est II et elle présente une large raie HI. Elle renferme également des régions d'hydrogène ionisé.

### Distance
Sa vitesse par rapport au fond diffus cosmologique est de 4 524 ± 26 km/s, ce qui correspond à une distance de Hubble de 66,7 ± 4,7 Mpc (∼218 millions d'al).
À ce jour, trois mesures non basées sur le décalage vers le rouge (redshift) donnent une distance de 49,000 ± 1,513 Mpc (∼160 millions d'al), ce qui est à l'extérieur des valeurs de la distance de Hubble. Notons cependant que c'est avec la valeur moyenne des mesures indépendantes, lorsqu'elles existent, que la base de données NASA/IPAC calcule le diamètre d'une galaxie et qu'en conséquence le diamètre de NGC 4263 pourrait être d'environ 23,3 kpc (∼76 000 al) si on utilisait la distance de Hubble pour le calculer.

## Supernova
La supernova 1998cj a été découverte le 24 avril 1998 dans NGC 4263 par  N. Regnault et O. Perdereau, du Laboratoire de l'accélérateur linéaire, de l'université de Paris-Sud dans le cadre du projet EROS. Cette supernova était de type II.